# Сурков Михайло Семенович
Миха́йло Семе́нович Сурко́в (2 грудня 1945, місто Челябінськ, тепер Російська Федерація) — радянський військовий політпрацівник, секретар Всеармійського парткому КПРС, генерал-лейтенант. Секретар ЦК КПРФ у 1997—2000 роках. Член ЦК КПРС у 1990—1991 роках. Член Політбюро ЦК КПРС з 25 квітня по 23 серпня 1991 року. Народний депутат СРСР (1989—1991). Депутат Державної Думи Російської Федерації 2-го скликання (1995—1999). Доктор економічних наук, професор.

## Біографія
Народився в родині робітника. У 1960—1963 роках — учень слюсаря, слюсар, контролер підприємства в місті Омську. У 1963—1964 роках — стропаль-такелажник Управління начальника робіт № 9 тресту № 20 у Ленінграді. У 1964—1965 роках — викладач фізичної культури в школі-інтернаті № 55 міста Ленінграда.
З 1965 року — в Радянській армії. Був курсантом, командиром відділення — старшим механіком, старшиною батареї.
Член КПРС з 1968 року.
З 1969 року — заступник командира роти з політичної частини, помічник начальника політичного відділу дивізії з комсомольської роботи, заступник командира батальйону з політичної частини. З 1975 року — секретар партійного комітету полку, заступник командира полку з політичної частини, заступник начальника політичного відділу дивізії. Служив у Ленінградському, Московському та Закавказькому військових округах.
У 1977 році закінчив Військово-політичну академію імені Леніна.
У 1981—1985 роках — начальник політичного відділу — заступник командира дивізії. У 1985—1988 роках — 1-й заступник начальника політичного відділу армії. У 1988 — листопаді 1990 року — член Військової ради — начальник політичного відділу гвардійської армії Закавказького військового округу.
У листопаді 1990 — березні 1991 року — відповідальний секретар партійної комісії при Головному політичному управлінні Радянської армії та Військово-морського флоту.
У березні — серпні 1991 року — секретар Всеармійського партійного комітету.
Член ЦК (ЦВК) КПРФ з 1993 року, член президії ЦК (ЦВК) КПРФ з 20 березня 1993 року до 20 квітня 1997 року, на IV з'їзді КПРФ 20 квітня 1997 року обраний секретарем ЦК КПРФ, пропрацював секретарем ЦК КПРФ до 3 грудня 2000 року.
У 1995 році обраний депутатом Державної Думи другого скликання по загальнофедеральному округу. Увійшов до складу фракції КПРФ. У вересні 1999 року склав депутатські повноваження у зв'язку з призначенням на посаду керівника апарату Рахункової палати Російської Федерації.
У 2000 році на пропозицію фракції КПРФ у Держдумі призначений аудитором Рахункової палати. Звільнений з посади достроково 18 лютого 2005 року. 18 березня 2005 року повторно призначений аудитором на пропозицію фракції КПРФ. У 2007 році достроково звільнений Держдумою Російської Федерації з посади аудитора за власним бажанням у зв'язку зі станом здоров'я.
З 2008 року — голова ради директорів «Міжрегіонального інвестиційного банку». На 2012 рік був віцепрезидентом компанії ЗАТ НВК «Геотехнологія», а також головою ради директорів ЗАТ «Приморзолото».

## Звання
- генерал-майор
- генерал-лейтенант

## Нагороди
- орден Червоної Зірки
- орден «За службу Батьківщині у Збройних Силах СРСР» ІІ ст.
- орден «За службу Батьківщині у Збройних Силах СРСР» ІІІ ст.
- десять медалей